# 군서미래국제학교
군서미래국제학교는 전국 최초 무학년 학점제 초중고 통합학교로 세계시민을 육성하는 학교다.

## 연혁
- 2021년 3월 1일 : 폐교된 옛 군서중학교 부지에 개교[1]